# Bambusa lapidea
Bambusa lapidea är en gräsart som beskrevs av Mcclure. Bambusa lapidea ingår i släktet Bambusa och familjen gräs. Inga underarter finns listade i Catalogue of Life.